# Safune

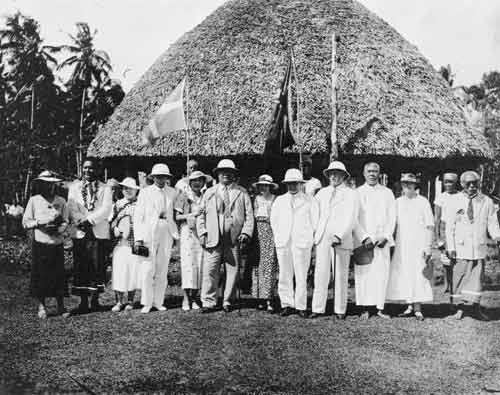
Olaf Frederick Nelson (au milieu, sixième à gauche) avec ses filles à leur retour d'exil aux Samoa en Nouvelle-Zélande, 1933.

Safune est un district villageois traditionnel, situé sur la côte nord centrale de l'île de Savai'i, aux Samoa.   
Le village  se situe dans la circonscription électorale de Gaga'ifomauga. Safune est le lieu de naissance du leader Mau Olaf Frederick Nelson et le lieu de tournage de Moana (1926), l'un des premiers documentaires réalisés dans le monde.   

## Réalisation d'un film à Safune
Moana (1926), l'un des premiers films documentaires réalisés dans le monde, a été tourné à Safune par le réalisateur Robert J. Flaherty qui a vécu dans le village pendant plus d'un an. Flaherty est resté aux Samoa d'avril 1923 à décembre 1924. Il est allé aux Samoa avec sa femme Frances Flaherty, leurs trois jeunes enfants, une nourrice irlandaise aux cheveux roux (surnommée « Mumu » (« Rouge ») par les Samoans) et le frère cadet de Flaherty, David Flaherty, qui agirait en tant que directeur de production du film. Le paysage tropical de Safune était très différent du décor glacial et gelé du précédent film de Flaherty, Nanouk l'Esquimau.   